# Sông Tigre
Sông Tigre là một chi lưu của sông Amazon, sông nằm ở phía tây của sông Nanay và thuộc lãnh thổ Peru, sông có khả năng thông hành 125 mi từ điểm hợp dòng vào Amazon. Sông được tạo thành từ sự hợp dòng giữa các sông tại Ecuador là Cunambo và Pintoyacu trên biên giới với Peru. Giống như Nanay, sông chảy hoàn toàn trong vùng đồng bằng. Cửa sông nằm cách 42 mi về phía tây của điểm hợp lưu giữa Ucayali với Amazon. Tiếp tục về phía tây từ Tigre, chúng ta bắt gặp các sông Parinari, Chambira, và Nucuray, tất cả đều là các dòng suối ngắn. Tigre nghĩa là "hổ" trong tiếng Tây Ban Nha.